# 上田市立丸子中学校
上田市立丸子中学校（うえだしりつまるこちゅうがっこう）は長野県上田市に所在する公立中学校。

## 概要
上田市の旧小県郡丸子町地区で唯一学制改革第1段階（6・3制）実施からの歴史を重ねる中学校である。それ故併設開校→統合→単独校舎建設→統合の後分離と多様である。
現在の学区は上田市立丸子中央小学校・上田市立西内小学校。

## 歴史
- 1947年 - 丸子町立丸子中学校が丸子町立丸子小学校の併設中学校として開校される。

この年村立東内小学校・村立西内小学校にも併設中学校が開校している。
- 1954年 - 東内村・西内村が丸子町へ編入される。東内中学校・西内中学校が丸子町立となる。
- 1955年 - 丸子中学校が東内中学校・西内中学校を統合して学区に加える。ただし敷地は丸子小学校併設時代のまま。
- 1957年 - 現在地に単独校舎を建設し移転。独立中学校となる。
- 1958年 - 丸子町立塩川中学校を編入。
- 1960年 - 当年度から塩川小学校卒業生が丸子町立依田川中学校（現：上田市立丸子北中学校）へ入学。同校への移管開始。
- 1962年 - 塩川小学校卒業生が卒業し丸子町立依田川中学校への移管完了。
- 1970年 - 丸子小学校・東内小学校が合併し丸子中央小学校発足も学区は不変。
- 2006年 - 丸子町が新設合併により上田市丸子地区となる。上田市立丸子中学校と改称。

## 出身者
- 山浦善樹 - 最高裁判所裁判官